# Bundesstraße 468
Die Bundesstraße 468 (Abkürzung: B 468) ist eine deutsche Bundesstraße im Freistaat Bayern.

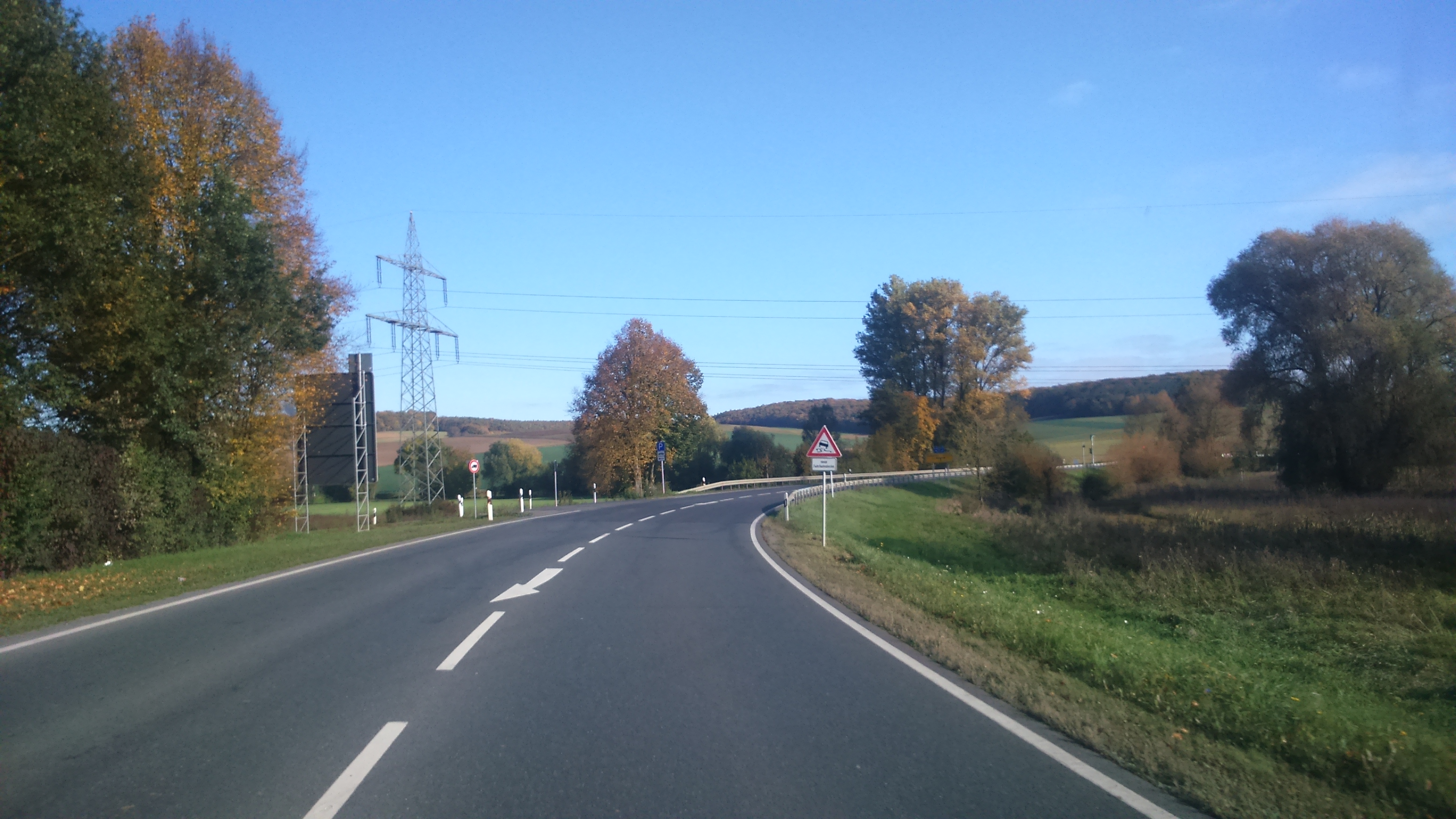
Bundesstraße 468

Sie ist ein Zubringer von der Bundesstraße 8 zwischen Waldbüttelbrunn und dem Ortsteil Mädelhofen zur A 3-Anschlussstelle Helmstadt. Nach der Autobahnanschlussstelle führt die Straße weiter nach Helmstadt. Hier ist sie aber nicht mehr als Bundesstraße, sondern als Kreisstraße gewidmet. Mit nur etwa einem Kilometer Länge ist sie die kürzeste Bundesstraße Deutschlands.
Eine weitere Besonderheit ist, dass auf den Straßenschildern der Bundesstraßen die Bezeichnung 468 nirgends auftaucht. Lediglich auf der Autobahn wird auf dem Schild der Ausfahrt Helmstadt auf die B 468 hingewiesen.